# Монруж
Монруж (фр. Montrouge) град је у Француској, у департману Горња Сена.
По подацима из 1999. године број становника у месту је био 37.733.

## Демографија
| 1962.  | 1968.  | 1975.  | 1982.  | 1990.  | 1999.  | 2011.  |
| ------ | ------ | ------ | ------ | ------ | ------ | ------ |
| 45.260 | 44.922 | 40.304 | 38.517 | 38.106 | 37.733 | 48.710 |